# ASバレー・ルーベ

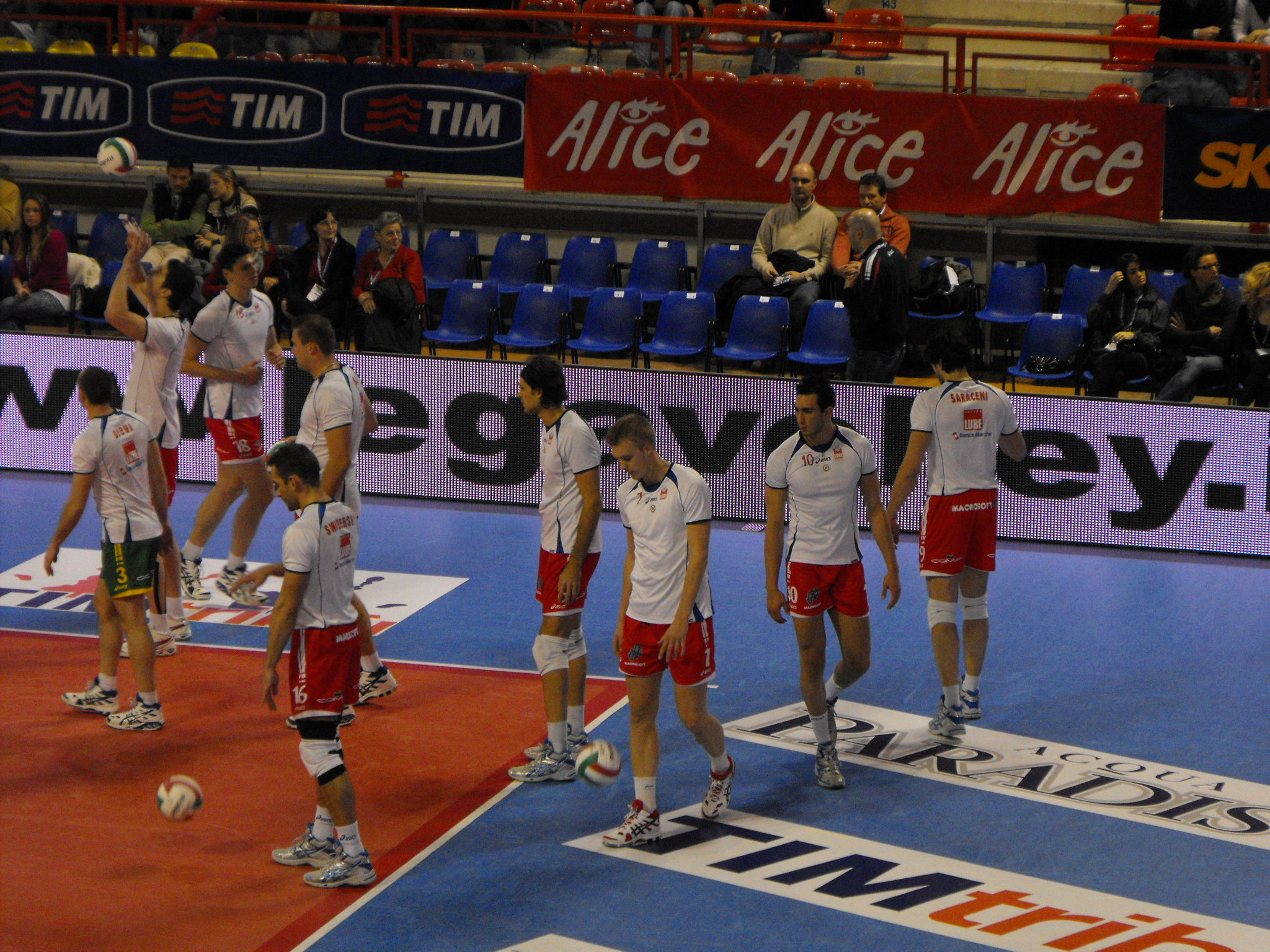
コッパ・イタリア2009のマチェラータ

ASバレー・ルーベ（Associazione Sportiva Volley Lube）は、イタリア・トレイアを本拠地とする男子バレーボールクラブチーム。総称はクチーネ・ルーベ・チビタノーヴァ（Cucine Lube Civitanova）。通称はルーベ。
1990年創設。1993-94年にA2に昇格、1995-96年にA1に昇格した。2006年に初のリーグチャンピオンに輝いた。

## 名称
スポンサー名込みの総称および通称
- 1990-1994年　Lube Carima Treia
- 1994-1995年　Lube Carima Macerata（マチェラータ）
- 1995-2012年　Lube Banca Marche Macerata（マチェラータ）
- 2012-2014年　Cucine Lube Banca Marche Macerata（マチェラータ）
- 2014-2015年　Cucine Lube Banca Marche Treia（トレイア）
- 2015-2016年　Cucine Lube Banca Mrche Civitanova (チヴィタノーヴァ)
- 2016年-　　　Cucine Lube Civitanova

## 主な成績
セリエA（7）
- 優勝：2006, 2012, 2014, 2017, 2019, 2021, 2022

 コッパ・イタリア（8）
- 優勝：2001, 2003, 2008, 2009, 2017, 2019, 2021, 2022

 スーペルコッパ・イタリアーナ（4）
- 優勝：2006, 2008, 2012, 2014

 欧州チャンピオンズリーグ（2）
- 優勝：2002, 2019

 チャレンジカップ（4）
- 優勝：2001, 2005, 2006, 2011

## 所属選手
2024-25シーズン
| 背番号 | 名前                       | 生年月日               | ポジション |
| ------ | -------------------------- | ---------------------- | ---------- |
| 1      | バルテレミ・シネニエズ     | 1988年2月28日（37歳）  | MB         |
| 3      | ジョバンニ・ガルジューロ   | 1999年1月1日（26歳）   | MB         |
| 4      | エリック・ロプキー         | 1998年8月1日（26歳）   | OH         |
| 5      | サンティアゴ・オルドゥーナ | 1983年8月31日（41歳）  | S          |
| 6      | フランチェスコ・ビソット   | 2002年5月20日（22歳）  | L          |
| 7      | ファビオ・バラーゾ         | 1995年10月20日（29歳） | L          |
| 8      | マッテオ・ボニファンテ     | 2004年6月24日（20歳）  | S          |
| 9      | ポリヤ・ハンザデ           | 2004年7月1日（20歳）   | OH         |
| 11     | アレクサンダル・ニコロフ   | 2003年11月30日（21歳） | OH         |
| 12     | アジス・ラグズリャ         | 1999年3月29日（26歳）  | OP         |
| 15     | ピーター・ジリッチ         | 1997年5月27日（27歳）  | OP         |
| 18     | マルコ・ポドラシュチャニン | 1987年8月29日（37歳）  | MB         |
| 21     | マッティア・ボトーロ       | 2000年1月3日（25歳）   | OH         |
| 24     | ダビ・テノリオ             | 2005年6月21日（19歳）  | MB         |

## 歴代監督
- ラウル・ロサノ
- シルヴァーノ・プランディ
- ロベルト・マッシァレッリ
- アルベルト・ジュリアーニ

## 歴代所属選手
| - アンドレア・ゾルジ - ロベルト・マッシァレッリ - マルコ・メオーニ - アレッサンドロ・フェイ - ルイジ・マストランジェロ - パスクアーレ・グラビーナ - マルコ・ブラッチ - ロレンツォ・ベルナルディ - ジャコモ・シンティーニ - ミルコ・コルサーノ - バレリオ・ベルミリオ - マッテオ・マルティーノ - アンドレア・バルトレッティ - アルベルト・チゾーラ - ドラガン・トラヴィツァ | - ナウベルチ・ビテンクール - マウリシオ・リマ - ロドリゴ・サンタナ - ジャルコ・ペトロビッチ - スロボダン・コバチ - イヴァン・ミリュコビッチ - アンドリヤ・ゲリッチ - マルコ・ポドラシュチャニン - セバスチャン・シフィデフスキ - マテウシュ・ビエニエク - マルティン・レーブル - イゴール・オムルチェン - アレクサンダル・ニコロフ |  |

## ユニフォーム
ホーム
- メインカラーのホワイトとレッド。シャツネームと背番号はレッド。

アウェイ
- サブカラーのダークブルー。シャツネームと背番号はホワイト。

リベロ
- イエローとグリーン。シャツネームと背番号はグリーン。